# Comté de Clinton (Ohio)
Pour les articles homonymes, voir Comté de Clinton.
Le comté de Clinton – en anglais : Clinton County – est un des 88 comtés de l'État de l'Ohio, aux États-Unis.
Il est nommé en l'honneur de George Clinton, premier gouverneur de l'état de New York et vice-président de Thomas Jefferson. Son siège est fixé à Wilmington.
Depuis 1856, à l'exception notable de 1964, le comté vota à majorité pour le candidat républicain aux élections présidentielles.
Michael Moore y tourna un documentaire, Michael Moore in TrumpLand, jouant sur le fait que le comté historiquement républicain porte le même nom qu'Hillary Clinton, candidate démocrate pour les élections de 2016.